# Konferencja Narodów Zjednoczonych w sprawie Zmian Klimatu, Katowice 2018
| Konferencja COP24 | |
| Miejsce           | Katowice                                                                                           |
| Czas trwania      | 2–16 grudnia 2018                                                                                  |
| Uczestnicy        | przedstawiciele państw członkowskich UNFCCC, obserwatorzy z organizacji pozarządowych,dziennikarze |
| Wynik             | Katowice Rulebook                                                                                  |
| Strona            | cop24.gov.pl                                                                                       |

Konferencja Narodów Zjednoczonych w sprawie Zmian Klimatu, Katowice 2018 (COP24), 24. Konferencja Stron Ramowej Konwencji Narodów Zjednoczonych w Sprawie Zmian Klimatu – międzynarodowe forum poświęcone światowej polityce klimatycznej, trwające od 2 do 16 grudnia 2018 w Katowicach. Szczyt obejmował posiedzenia trzech najwyższych organów decyzyjnych i ich organów pomocniczych: 24. sesję Konferencji Stron Ramowej Konwencji Narodów Zjednoczonych w sprawie zmian klimatu (COP24) wraz z 14. sesją Spotkania Stron Protokołu z Kioto (CMP 14) oraz 1. sesją (część 3) Konferencji Stron, służącej jako spotkanie stron Porozumienia paryskiego (CMA1.3). Dodatkowo, polska Prezydencja zorganizowała 21–24 października 2018 konferencję PreCOP w Krakowie, której celem było omówienie najtrudniejszych tematów przed rozpoczęciem formalnych negocjacji w ich pełnym wymiarze.
Zadaniem szczytu COP24 było ustalenie szczegółowych zasad wdrażania Porozumienia paryskiego z 2015, zostały one określone dokumentem „Katowicki Pakiet Klimatyczny” (Katowice Rulebook) i przyjęte przez wszystkie Strony.
Hasło przewodnie COP24 to „Changing together”.

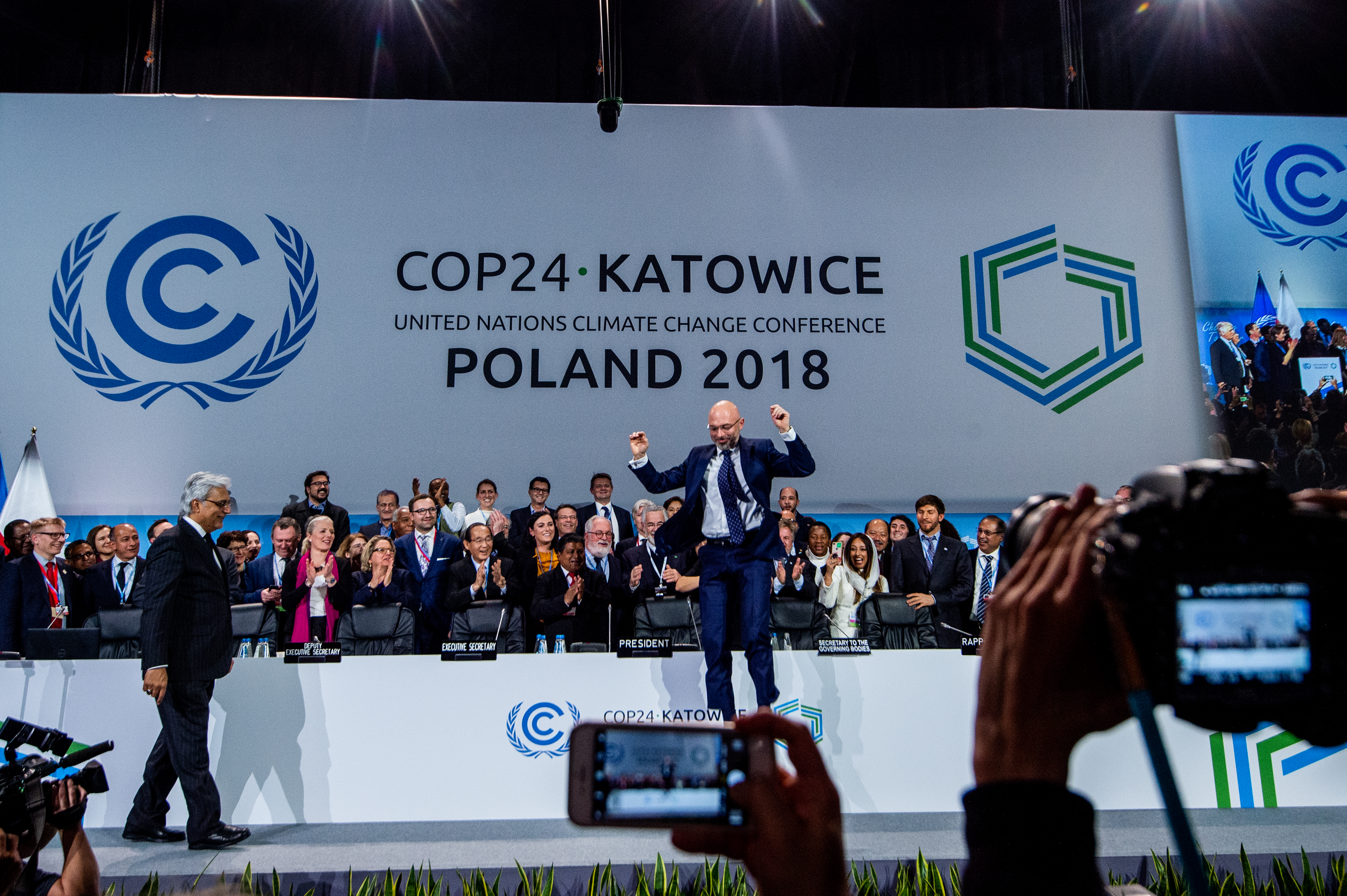
Prezydent COP24 Michał Kurtyka po przyjęciu Katowice Rulebook

## Katowice Rulebook
Głównym celem szczytu COP24 było przyjęcie przez wszystkie Strony pakietu zasad wdrożeniowych Porozumienia paryskiego, określających działania, ich formę i podstawę, a także kiedy i przez kogo powinny zostać podjęte. Te zasady zostały określone w „Katowickim Pakiecie Klimatycznym” (Katowice Rulebook).
Zawiera m.in.:
- informacje o krajowych celach i działaniach w zakresie łagodzenia skutków zmian klimatu oraz podejmowanych w ramach krajowych programów pomocy, określonych w ich kontrybucjach (NDC);
- zasadę przejrzystości – jak Strony mają sprawozdawać działania podejmowane w zakresie przeciwdziałania zmianom klimatu;
- jak sprawozdawać działania na rzecz dostosowywania się do skutków zmian klimatu;
- ustanowienie komitetu, którego celem ma być ułatwienie wdrożenia Porozumienia paryskiego i promowanie przestrzegania zobowiązań podjętych w ramach Porozumienia;
- sposób przeprowadzania globalnej oceny ogólnego postępu w realizacji celów Porozumienia paryskiego;
- sposób oceny postępów w zakresie rozwoju i transferu technologii;
- sposób przekazywania informacji na temat wsparcia finansowego dla krajów rozwijających się oraz procesu ustalania nowych celów w zakresie finansowania począwszy od 2025[2].

„Katowicki Pakiet Klimatyczny” (Katowice Rulebook) został przyjęty przez wszystkie Strony Porozumienia paryskiego 15 grudnia 2018 podczas konferencji COP24 w Katowicach.

## Polska Prezydencja
COP24 to czwarta konferencja, której przewodniczyła i trzecia, której była gospodarzem Polska (COP5 w 1999 w Bonn, COP14 w 2008 w Poznaniu i COP19 w 2013 w Warszawie).
Prezydentem COP24 był Sekretarz Stanu w Ministerstwie Środowiska Michał Kurtyka, który w imieniu Polski przejął przewodnictwo pierwszego dnia konferencji – 2 grudnia 2018, a Polska sprawowała je przez rok.

### Kluczowe inicjatywy polskiej Prezydencji
Polska Prezydencja podczas szczytu prowadziła dyskusję wokół trzech kluczowych tematów: człowieka, technologii i przyrody. Każdemu z tematów przewodnich została przyporządkowana deklaracja, do której mogą dołączać wszystkie zainteresowane państwa:
- Śląska Deklaracja Solidarnej i Sprawiedliwej Transformacji[5]. Zakłada ona ochronę klimatu przy jednoczesnym utrzymaniu rozwoju gospodarczego i miejsc pracy, a także odpowiedzialność państw w wymiarze gospodarczym, społecznym, środowiskowym i klimatycznym, przy jednoczesnym nacisku na modernizację, zmiany technologiczne i wdrażanie innowacji, umożliwiających efektywniejsze i bardziej przyjazne dla środowiska wykorzystanie zasobów. Deklarację przyjęło 55 państw[6].
- Katowickie Partnerstwo na rzecz Elektromobilności[7] poświęcone jest zmianie technologicznej i organizacyjnej ku transportowi niskoemisyjnemu. Deklarację przyjęło ponad 50 państw (obejmujących ponad połowę światowej populacji), regionów i organizacji pozarządowych[8].
- Śląska Deklaracja Ministerialna „Lasy dla klimatu”[9] dotyczy zachowania i zwiększania zasobów węgla w pochłaniaczach i rezerwuarach gazów cieplarnianych do 2050 roku oraz wskazuje na kluczową rolę pochłaniaczy w osiągnięciu celu wyznaczonego przez Porozumienie paryskie. Deklarację przyjęły 82 strony (81 państw oraz UE)[10].

## Uczestnicy i obserwatorzy
W konferencji wzięli udział przedstawiciele 196 państw świata oraz Unii Europejskiej: ponad 22 tys. ludzi z całego świata, w tym ponad 11 tys. członków delegacji, ponad 6 tys. obserwatorów z organizacji pozarządowych, ponad 1 tys. dziennikarzy a także prawie 4 tys. obsługi i gości. Dodatkowo, dzięki inicjatywie „Take Your Seat”, po raz pierwszy każdy mógł wziąć udział w szczycie i wirtualnie dołączyć do uczestników. Podczas oficjalnego otwarcia COP24 na sali został jeden wolny fotel, symbolizujący miejsce dla każdego, kto jest zainteresowany działaniami na rzecz klimatu. Internauci, używając #TakeYourSeat mogli również wymieniać się swoimi doświadczeniami w kwestii zmian klimatu.